# Belalcázar (kommunhuvudort)
Belalcázar är en kommunhuvudort i Spanien.   Den ligger i provinsen Province of Córdoba och regionen Andalusien, i den centrala delen av landet, 240 km sydväst om huvudstaden Madrid. Belalcázar ligger 492 meter över havet och antalet invånare är 3 562.
Terrängen runt Belalcázar är platt, och sluttar norrut. Runt Belalcázar är det glesbefolkat, med 9 invånare per kvadratkilometer. Närmaste större samhälle är Hinojosa del Duque, 8,5 km söder om Belalcázar. Trakten runt Belalcázar består till största delen av jordbruksmark.